# 蜀源牌坊群
蜀源牌坊群位于中国安徽省黄山市徽州区潜口镇蜀源村村口。包括三座明清石牌坊：
1. 节孝坊：建于清乾隆四十年，表彰鲍光绩遗孀许氏[1]。
2. 贞寿之门坊（百岁坊）：建于清乾隆七年，表彰鲍德成之妻方氏贵珠（1644-1744年）。
3. 赞宪坊：建于明嘉靖年间，表彰鲍镇。

2019年10月7日，蜀源牌坊群公布为全国重点文物保护单位。